# Filmes munkakörök

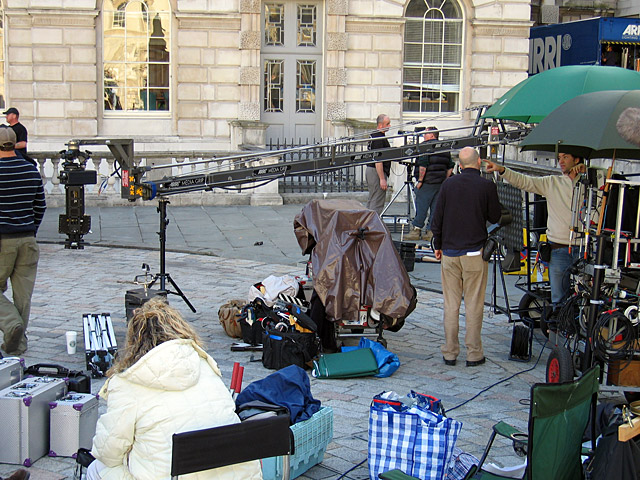
Stáb forgatás közben

Egy játékfilm megszületéséhez legalább száz ember munkája szükséges, de némely szuperprodukció több ezer filmes munkáját is igényli (A gyűrűk ura című filmen 3000 ember dolgozott). Magyarországon a stáb szűk alkotói csapatához tartozik a rendező, az operatőr, a forgatókönyvíró, a dramaturg, a hangmérnök, a jelmez- és díszlettervező. A gyártási munkálatok felügyelői pedig a producer, a rendező, a gyártás- és felvételvezető, valamint a rendezőasszisztens.
- Filmproducer – a filmkészítés pénzügyi feltételeit megteremtő szakember, aki az alkotómunka zavartalan lebonyolításáért is felelős. Tőkét szerez a forgatáshoz, valamint a film munkálatainak átfogó irányítását is ellátja; a bukás vagy a sikerre vitel az ő felelőssége. Munkája jóval a forgatás előtt megkezdődik. Adaptált forgatókönyv esetén az első dolga, hogy a regény filmreviteléért járó jogdíjat kialkudja, ezáltal a történetet megszerezze a produkció számára, majd megszervezi a stábot.
- Filmrendező – a film művészeti és dramatikus részeinek elkészítését vezeti.
- Forgatókönyvíró – a film forgatókönyvét írja meg.
- Dramaturg – a forgatókönyv megírásában vesz részt. A film dramaturgiai vonalvezetésére ügyel.
- Szereplőválogató (casting director) - A casting director feladata a megfelelő színészek felkutatása a film szerepeire. Először felméri a producer és a rendező igényeit, ezáltal megismeri a karakterek jellemzőit, egyeztet az egyes szerepekre jelölt színészekről, és ha szükséges, megszervezi a szereplőválogatást, az úgynevezett castingot.
- Színész – olyan ember, aki eljátszik egy szerepet egy művészeti produkcióban (mozifilmben, televízióban, színházban vagy rádióműsorban). A szerep eljátszása mellett a színész énekelhet, táncolhat, vagy dolgozhat szinkronszínészként is.
- Statisztéria - ők alakítják a szöveg nélküli, általában tömegjelenetekben feltűnő szerepeket. Általában a filmszakmán kívülről érkeznek, erre szakosodott ügynökségek közvetítik ki őket a produkciónak a szereplőválogató irányításával.
- Operatőr – filmgyártásban azt a személyt, rendszerint művész, aki a film képi felvételeit készíti, illetve irányítja. Ennek tudománya a cinematográfia, mely a fényképészetből nőtt ki, de a fényképezés és filmezés fejlődésével kitágult, és magába foglalja mindenféle kamera (például trükk) segítségével való felvétel készítését, így a tévéfelvételekét is. Az operatőr egy egész kameracsapatot vezet: keze alá dolgozik a focus puller (segédoperatőr), a kameraman, a kameratechnikus, illetve a DIT (képi adatrögzítő) és a videótechnikus, a kameramozgatók és a fővilágosító.
- Kameraman – általában akkor van rá szükség, ha egy filmhez több kamera szükséges. Az operatőr irányításával végzi a feladatát.
- Segédoperatőr – focus puller, gondoskodik a kép élességéről: a kamera fókuszát folyamatosan állítja az éppen filmezett személy vagy tárgy kamerához közeledésének vagy távolodásának megfelelően
- Kameratechnikus – a segédoperatőr munkatársa, akinek az utasításai alapján gondoskodik arról, hogy a kamera mindig működőképes legyen, feltölti az akkumulátorokat, stb. Az ő feladata a beállítása, karbantartása, szükség esetén részeinek össze- és szétszerelése, mechanikai és elektronikus részeinek javítása.
- Videotechnikus – A videotechnikus szereli össze és működteti a forgatás során használt videós rendszert. Azok a stábtagok, akiknek a forgatás közben látniuk kell a felvett képet (például a naplóvezető, sminkes és természetesen a rendező, operatőr) ezen a rendszeren, monitorokon követik élőben a felvételt. Az éppen felvett nyersanyag rögtön vissza is játszható a rendszer segítségével, ha a helyszínen ellenőrizni kell valamit – ennek biztosítása is a videotechnikus feladata.
- DIT – digitálisrögzítés-technikus, a forgatás előtt gondoskodik a megfelelő beállításokról, hogy a kamera a legjobb minőségben rögzítse a képet. A forgatás során ellenőrzi a digitálisan rögzített kép minőségét, hogy az operatőr által elképzelt képi világ valósuljon meg.
- Rendezőasszisztens – a rendező első embere. Ő tartja a kapcsolatot az összes részlegvezetővel, közvetíti a rendező utasításait, amelyeket számon kér a stáb tagjain. A forgatáson a helyszíni munkát a rendező utasításai alapján ő vezényli. A produkció gyártás-előkészítése során is kulcsszerepe van: feldolgozza a forgatókönyvet, igénylistákat (diszpóskönyvet) készít a részlegek számára. Ezek alapján gyártási tervet készít, ami a jelenetek felvételének sorrendjét határozza meg, majd folyamatosan nyomon követi, hogy a tervnek megfelelően haladjanak a munkálatok. Az első asszisztens irányítja a többi rendezőasszisztens munkáját. Általában a statisztáknak ő mondja meg, miképp mozogjanak, viselkedjenek a háttérben.
- Másodasszisztens – A másodasszisztens az első asszisztens közvetlen munkatársa, aki a forgatókönyv feldolgozásában és a részlegek igénylistáinak (diszpóskönyv) elkészítésében aktívan részt vesz. A gyártási terv alapján összeállítja a napi forgatási, munkatervet (call sheet), amely meghatározza a részlegek, színészek pontos napi feladatát, beleértve a forgatandó jeleneteket, és az azokhoz szükséges felkészülés menetrendjét. Van, hogy adott feladatai tovább kerülnek a harmadasszisztenshez.
- Gyártásvezető – a film pénzügyeiért felel elsősorban. Feladata az előkészítés, a forgatás és az utómunkálatok megszervezése, szerződéskötések lebonyolítása, kifizetések ellenőrzése. Egyeztet a színészekkel, rendezi a papírmunkákat és intézi az engedélyeket a forgatáshoz.
- Felvételvezető – A gyártásvezető első embere.
- Produkciós koordinátor - A produkciós koordinátor a gyártásvezető munkáját segítő „mindenes”, aki a filmforgatás során felmerülő technikai és logisztikai feladatokat és problémákat oldja meg, például beszerzi a szükséges technikai eszközöket, lefoglalja a színészek és a stáb szállását, szükség esetén adminisztratív vagy pénzügyi feladatokat is ellát.
- Produkciós könyvelő - Ő tartja kézben (a neki dolgozó könyvelő vagy könyvelők segítségével) a produkció pénzügyeit. Vezeti a könyvelést, és közreműködik az alvállalkozói szerződések és teljesítésigazolások elkészítésében, segítséget nyújt a hibásan, hiányosan kitöltött számlák és bizonylatok javításában.
- Helyszínkereső (vadász) - Segít felkutatni a rendező és a látványtervező elképzeléseinek legmegfelelőbb forgatási helyszíneket. A helyszínkereső javaslatainak fontos szerepe van már a gyártás-előkészítés során a gyártási költségvetés összeállításában. A gyakorlott helyszínkeresők kifinomult adatbázist vezetnek.
- Akciórendező – akciófilmeknél veszik igénybe. Gyakran foglalkoztatnak akciórendezőt egy film esetében, azoknál a jeleneteknél, amikor például autósüldözést kell felvenni.
- Kaszkadőr – helyettesíti a színészt a testi épségre veszélyes jelenetekben.
- Hangmérnök – a forgatás során ő veszi fel a film hangját. Megtervezi, hogy hova kerüljenek a mikrofonok. Utószinkronnál ő rögzíti a hangot a szinkronstúdióban. A film keverése során szintén ő keveri össze a hangot a képpel a rendező felügyelete mellett. A filmhez hanghatásokat gyárt vagy használja a meglévő archívumát.
- Mikrofonos – a hangmérnök asszisztense. Feladata a mikrofonok elhelyezése, illetve az úgynevezett. boom mikrofon kezelése. Ez egy hosszú rúd végére szerelt mikrofon, amelyet a mikrofonos a lehető legközelebb tart a színészekhez úgy, hogy a mikrofon ne lógjon bele a képbe. Ha szükség van rá, akkor neki is lehet asszisztense (kábeles).
- Scriptes – magyarul naplóvezető a felvételeken. Felelős a jeleneten belüli kontinuitásért, és a jelenetek közötti kapcsolódásra is figyel. A jeleneten belül ügyel rá, hogy a színész mozdulatai/ruhája/kellékei következetesen kapcsolódjanak, hogy az ún. bakikat elkerüljék. Dokumentálja a felvételek paramétereit, hogy a vágó el tudjon igazodni a sok nyersanyag között.
- Vágó – a leforgatott nyersanyagot a rendezővel együttműködve összevágja. 35 mm-es film esetében bedigitalizálják az összes felvételt, amit a vágó végignéz. A film menete alapján egymás után illeszti a felvételeket. Először a nyersvágást hajtja végre (ha nincs asszisztense), majd utána a finomvágást. A képhez hozzávágja a hangot is.
- Vágóasszisztens – a vágó asszisztense. Általában ő végzi el a nyersvágást.
- Colorist - az editált felvételeket "befényeli", hogy az a leginkább a rendező elgondolásait adja vissza. Ezen eljárás során kap színeket a felvétel (alap esetben kissé szürkés árnyalatúak a nyers - RAW - felvételek, mivel a felvétel az összes rögzített színt tartalmazza.
- Fővilágosító – az operatőr közvetlen munkatársa. A film fényeiért felel. Ha belső terekben forgat a stáb, akkor a lámpáival a forgatás előtt bevilágítja a helyszínt a rendezővel és az operatőrrel egyeztetve. Szerepe technikai jellegű. A film művészeti elgondolásában, ami a képek világítását illeti, nem vesz részt.
- Világosító – a fővilágosító asszisztense.
- "Bühnés" (kameramozgató)
- Pirotechnikus – ha egy filmben tűz jelenet van, akkor annak ő tervezi meg a lebonyolítását. Felügyel a biztonságra és megszerzi a szükséges engedélyeket.
- Speciális effektusok a trükkök megtervezése, beillesztése a filmbe a feladata
- Art director - segít megvalósítani a látványtervező által elképzelt és a rendező által jóváhagyott díszletet.
- Látványtervező - az art department feje, aki megálmodja a film hangulatát, látványait.
- Díszlettervező – a film díszleteiért felel. Megtervezi és kiválasztja a kellékeket és irányítja a berendezőket az elhelyezésüket illetően a díszletben. A rendező elképzelései szerint tervezi meg a feladatát.
- Jelmeztervező – a színészeken viselt jelmezeket és ruhákat válogatja ki. Kosztümös filmek esetében megtervezi. Mai korban játszott filmeknél leggyakrabban üzletekből válogatja össze a jelmezeket.
- Állófotós – a forgatás jeleneteit végigfotózza. Képeire a reklámkampány során lesz szükség.
- Berendező – a díszlettervező asszisztense. A kész tervek alapján a forgatási helyszínen elhelyezi a kellékeket.
- Sminkes – make-up artist.
- Kellékes – a forgatás kellékeit szerzi be és biztosítja a munkához.
- Helyszínbiztosítás (általában rendőrség).
- Szállítás: a stáb, illetve egyes kellékek mozgatása a különböző forgatási helyszínek között.